# 李衮
李衮是小说《水浒传》中人物。一說是走獸轉世，所以外號為飛天大聖，是民間信仰的神。人物裝束是左手持圓形团牌，右手持劍，背部插著二十四支標槍。擅長標槍投擲的能力，原和“混世魔王”樊瑞、“八臂哪吒”项充在芒砀山占山为王，他和项充是樊瑞的義弟。。梁山人马攻打芒砀山时，被公孙胜用石阵法诱入陷坑被捉。之后三人一起归顺梁山，做了一名步军将校，和李逵、鲍旭一起率领步兵。李衮背後有二十四把落叶标枪作暗器之用。在接受招安后，征讨方腊時，攻睦州时跌入溪里，被南军乱箭射死。

## 影视形象
- 2011年版《水浒传》：周扬
- 2012年电影《混世魔王樊瑞》：刘建其